# Xã German, Quận Dickey, Bắc Dakota
Xã German (tiếng Anh: German Township) là một xã thuộc quận Dickey, tiểu bang Bắc Dakota, Hoa Kỳ. Năm 2010, dân số của xã này là 17 người.